# The Spirit (película)
The Spirit es la adaptación al cine de la serie de cómic de homónima de Will Eisner publicada por DC Comics

## Desarrollo
El 19 de julio de 2006 The Hollywood Reporter confirmó que Frank Miller dirigiría la adaptación al cine de The Spirit. Este proyecto llevaba en marcha desde 2004. La película tendría a Gabriel Macht como Spirit. También contaría como secundarios con un nutrido reparto de estrellas populares tales como Scarlett Johansson, Eva Mendes, Paz Vega y Samuel L. Jackson como Octopus.
Finalmente, el 25 de diciembre de 2008 se estrenó en Estados Unidos la citada adaptación, escrita y dirigida por Frank Miller y con Gabriel Macht, Eva Mendes, Sarah Paulson, Dan Lauria, Paz Vega, Jaime King, Scarlett Johansson y Samuel L. Jackson en los papeles principales. OddLot y Lionsgate produjeron la película. No fue un gran éxito y el 14 de abril de 2009 se editó en DVD y Blu-ray.

## Reparto de protagonistas
- Scarlett Johansson como Silken Floss.
- Samuel L. Jackson como El Pulpo.
- Jaime King como Lorelei.
- Gabriel Macht como The Spirit.
- Sarah Paulson como Ellen.
- Eva Mendes como Sand Saref.
- Paz Vega como Plaster of Paris.
- Stana Katic como Morgenstern.

## Secundarios
- Dan Gerrity como Det. Sussman.
- Dan Lauria como Dolan.
- Arthur the Cat como Él mismo.
- Kimberly Cox como Damisela en Peligro.
- Brian Lucero como Thug #1.
- David Brian Martin como Thug #2.
- Larry Reinhardt-Meyer como Oficial MacReady.
- Frank Miller como Liebowitz.
- Eric Balfour como Mahmoud.
- Louis Lombardi